# 톡식 어벤저 4
톡식 어벤저 4(Citizen Toxie: The Toxic Avenger Part IV)는 미국에서 제작된 로이드 카우프만 감독의 2000년 액션, 코미디, 공포, SF 영화이다. 데이빗 매테이 등이 주연으로 출연하였고 마이클 허즈 등이 제작에 참여하였다. 부천판타스틱 영화제 소개 제목은 시민 톡시 - 톡식 어벤저 4이다.

## 출연

### 주연
- 데이빗 매테이

### 조연
- 조 프레이샤커
- 댄 스노우
- 리사 테레자키스
- 데비 로천
- 론 제레미
- 코리 펠드만
- 트렌트 하가
- 마크 토글
- 릭 콜린스
- 빌 위든
- 스탠 리
- 존 애브너
- 제임스 건
- 알 골드스타인
- 테일러 미드
- 존 슈미트
- 제이슨 스클라
- 랜디 스클라
- 윌 키넌
- 가브리엘 프리드먼
- 숀 맥그레이스
- 에릭 앨런
- 멜리사 바셀라
- 레미
- 줄리 스트레인
- 케빈 이스트만
- 앨리사 크리스틴슨

## 제작진
- 라인프로듀서: 트렌트 하가
- 협력프로듀서: 숀 맥그레이스
- 의상: 니브스 스파레타
- 배역: 윌 키넌